# Saken

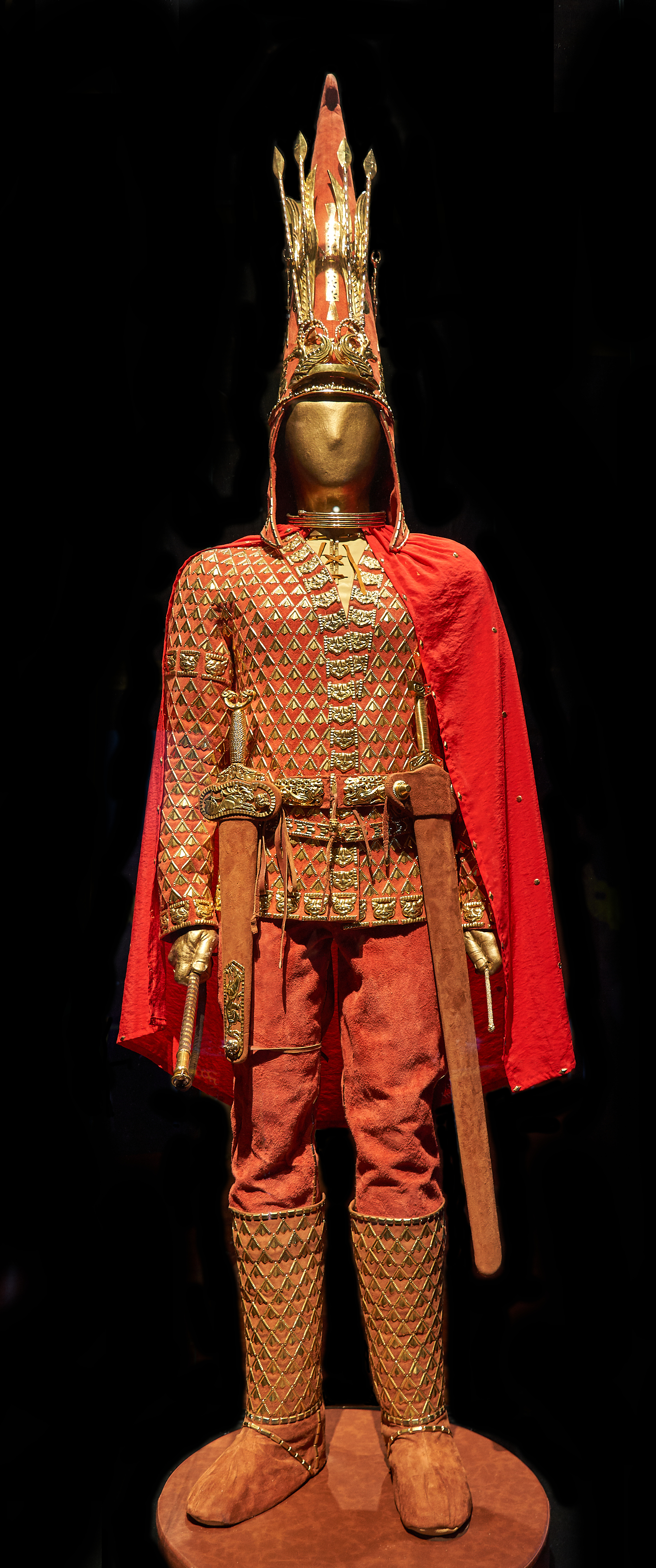
Der „Goldene Mann von Issyk“, Kataphrakten-Kleidung aus Gold aus dem Kurgan von Issyk (heute Jessik) in Kasachstan

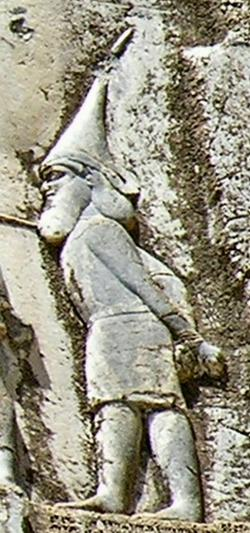
Der Tigraxauda-Sakenkönig Skuncha als Gefangener des Dareios I., Behistun-Inschrift

Die Saken (in Indien Shaka, in Persien Sakā) waren (vielleicht vorwiegend) iranischsprachige Nomadenverbände in Zentralasien.
Im engeren Sinne bezeichnet die althistorische Forschung höchstwahrscheinlich iranische Stammesgruppen als „Saken“, die vom 8. bis 1. Jh. v. Chr. in den Steppen des östlichen Mittelasiens lebten. In der Altiranistik bezeichnen einige Autoren die „sakā“ im weiteren Sinne als alle iranischen Steppennomaden vom 8. bis 1. Jh. v. Chr. Die Archäologie sieht diese Saken als mittelasiatische Vertreter der Kultur der Skythen.
Die ursprünglich nomadischen Saken wurden im 7. und 6. Jahrhundert im westlichen Tarimbecken und in der Region um den Syrdarja teilweise sesshaft. Mit der Expansion der Yuezhi im 2. Jahrhundert v. Chr. emigrierten einige Saken vom Syrdarja in die nach ihnen benannte Region Sistan und die nordindische Region Gandhara, von wo aus sie gemeinsam das Reich der Indo-Skythen bzw. Indo-Saken gründeten (ca. Ende 2. Jahrhundert v. Chr. bis Anfang 1. Jahrhundert n. Chr.), dessen regionale Nachfolgestaaten im westlichen Indien noch bis ins 4. Jahrhundert n. Chr. fortbestanden. Im Tarimbecken wurden sakische Texte noch bis ins 10. Jahrhundert n. Chr. geschrieben.

## Verwendung des Namens „Saken“
Nach Herodot wurden die Skythen von den Persern Saken (sakā) genannt. Wie im antiken Europa der Sammelbegriff „Skythe“, war in Quellen des altpersischen Achämenidenreiches der Name sakā /„Sake“ oft einfach eine allgemeine Bezeichnung für jeden Steppenbewohner. Beispielsweise haben die antike Teilregion Sakasene im Reich Albania im Kaukasus (heutiges Aserbaidschan) und auch die in der Nähe liegende Stadt Scheki ihre Namen vom altpersischen sakā, wohin im Altertum aber skythische Nomaden aus der Schwarzmeerregion einwanderten. An diese beiden Traditionen anknüpfend werden in althistorischer Literatur manchmal alle kulturell einander sehr nahe stehenden „skythischen“ Reitervölker etwa des 8. Jahrhunderts v. Chr.–1. Jahrhundert v. Chr./ 3. Jahrhundert n. Chr. zwischen unterer Donau, Altai, Südsibirien und Oxus (Amudarja) verallgemeinernd als „Skythen“ bezeichnet, in iranistischer Literatur dagegen als „Saken“ oder sakā.
Im Allgemeinen ist es aber üblich, zwischen den sicher unterscheidbaren Gruppen der Skythen im engeren Sinne (südrussisch-ukrainische Steppen ca. 8.–3. Jahrhundert v. Chr.), Sarmaten (anfangs weiter östlich, 3. Jahrhundert v. Chr.–3. Jahrhundert n. Chr. im ehemals skythischen Gebiet), Massageten (6.–3. Jahrhundert v. Chr. rund um den Aralsee) und den Saken im engeren Sinne im östlichen Kasachstan und Usbekistan und im westlichen Xinjiang zu unterscheiden. Außerdem werden oft die namentlich unbekannten Träger der eisenzeitlichen skythischen archäologischen Kulturen in Südsibirien und im Altai (Aldy-Bel-Kultur, Tagar-Kultur, Sagly-Baschi-Kultur, Pasyryk-Stufe, Tes-Stufe) davon unterschieden (manchmal unter dem Sammelbegriff „Altai-Skythen“ zusammengefasst).
Welche Stammesverbände und Stammeskonföderationen im Bereich der Saken im engeren Sinne aber genau existierten (dazu siehe auch Ethnogenese), ist nicht geklärt. Griechische Autoren, besonders Herodot, geben Mythen über die Stämme weit im Osten wieder, darunter die Melanchlänen (=Schwarzmäntler), die Hypoerboräer (=jenseits des Nordens lebende), die Arimaspen (=Einäugige; Herodot glaubt selbst nicht an ihre Existenz), die „goldhütenden Greifen“ (nach dem archäologisch oft nachweisbaren Fabeltier Greif), die Argippaioi und die Issedonen. Die Issedonen werden manchmal hypothetisch mit den Wusun oder mit der später erwähnten sakischen Gruppe der Asii verbunden. Insgesamt sind diese weit entfernten Erzählungen aber unzuverlässig und zu legendenhaft für sichere Zuordnungen und Lokalisierungen. Strabon erwähnt einige Jahrhunderte später andere Stammesgruppen im sakischen Bereich: die Asii, Pasiani (in anderen Handschriften Gasiani), Tochari (im 19./ Anfang 20. Jahrhundert zu Namensgebern der tocharischen Sprachen erhoben, was aber wohl falsch war, der etablierte Name dieser Sprachen ist deshalb irreführend) und die Sacarauli. Auch diese Angaben sind aus großer Entfernung unsicher und schwer zu lokalisieren. Trotz zahlreicher Hypothesenbildungen lassen sich die sakischen Stammesverbände also nicht sicher klären.

## Sprache

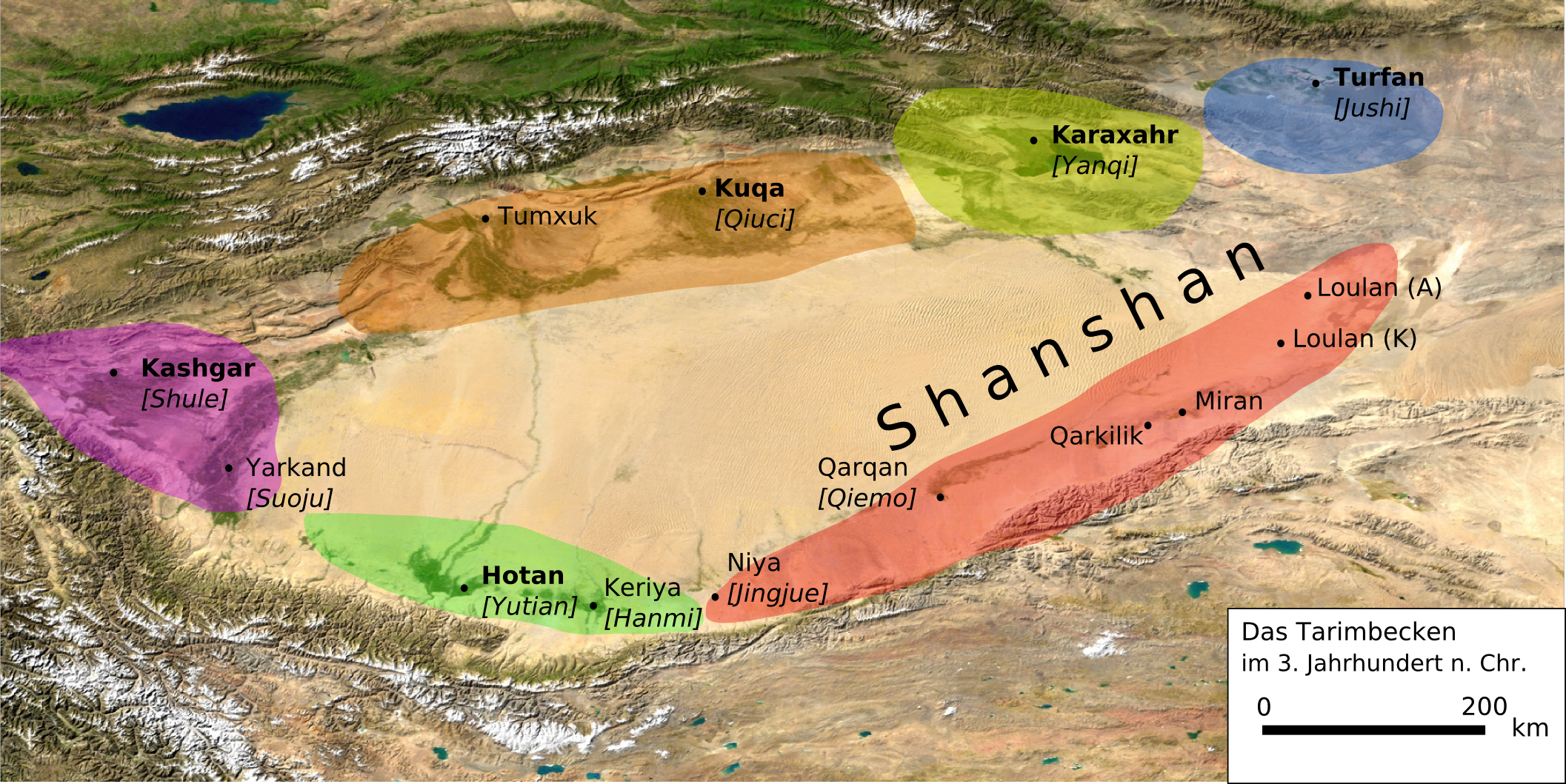
Königreiche im Tarimbecken an der Seidenstraße im 3. Jahrhundert n. Chr. rund um die Wüste Taklamakan. Das Königreich von Khotan ist grün, im Südwesten, die Handelsstadt Tumxuk liegt im Westen des Königreiches von Kucha (orange). Das Königreich von Kaschgar mit Yarkant, Taschkorgan und Umgebung ist violett.

Die meisten oder alle Saken im engeren Sinne, die bis zum 2. Jh. v. Chr. als Nomaden zwischen Kasachstan, Usbekistan, Tadschikistan und West-China lebten, sprachen die sakische Sprache, die nur in zwei weit östlichen Dialekten im heutigen West-China, im Westen des Tarimbecken, durch alte Texte gut belegt ist. Die Saken hatten sich dort seit dem 7. Jahrhundert v. Chr. angesiedelt. Die Saken, die ab dem 2. Jahrhundert v. Chr. in das Gebiet zwischen Sistan und Nordwest-Indien eingewandert waren, verwendeten fremde Sprachen als Schriftsprache. Überlieferte Redewendungen, Personennamen und Fremdwörter lassen aber eine dem in Westchina überlieferten Sakischen ähnliche Sprache erkennen. Aus der frühen Nomadenzeit der Saken ist nur eine im Grabhügel von Issyk (4./3. Jahrhundert v. Chr.) gefundene, trotz mehrerer Entzifferungsversuche nicht überzeugend entzifferte Schrift bekannt, die große Ähnlichkeit zu späteren, ebenfalls nicht entzifferten Inschriften in der historischen Region Baktrien hat. Ihre Bezeichnung als „sakische Schrift“ ist umstritten, ihre Sprache und Lesung ist bisher unbekannt (siehe Artikel Issyk-Kuschana-Schrift).

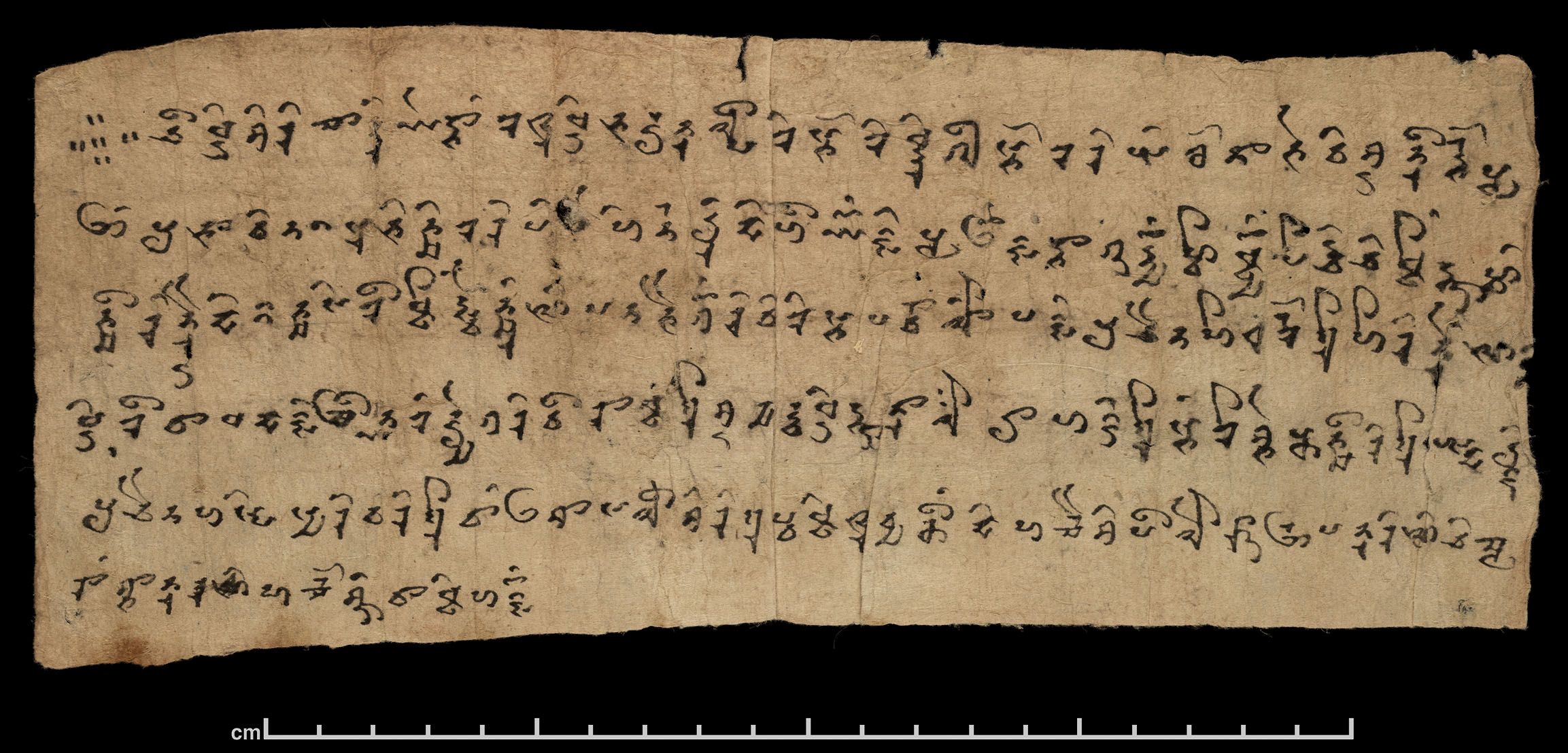
Khotansakisches Dankespoem an die Eroberer des Königreichs Tibet Ende 8. Jahrhundert n. Chr., das „Land von Khotan zu beschützen“

Sakische buddhistische und profane Texte wurden im Gebiet des antiken Königreich von Hotan im südwestlichen Tarim gefunden, genauer in Hotan (Khotan) und Umgebung, daher verwendet man auch oft den Begriff Khotan-Saken. Weitere Texte kommen aus Tumxuk und Umgebung im nordwestlichen Tarim. Auch in der Umgebung Taschkorgan (Stätte der Steinernen Stadt), südwestlich schon im Pamir gelegen, wurde in der Antike Sakisch gesprochen, wo bis heute ähnliche iranische Sprachen gesprochen werden. Ob damals auch in den dazwischen liegenden Städten Kaschgar und Yarkant Sakisch gesprochen wurde, ist gut denkbar, aber nicht zu klären, weil die buddhistischen Texte dort nicht in einheimischen Sprachen, sondern in mittelindischen Fremdsprachen Prakrit geschrieben wurden. Die im trockenen Wüstenklima der Taklamakan konservierten Texte stammen erst aus einem relativ späten, frühmittelalterlichen Zeitraum im 7.–10. Jahrhundert. Die Verwendung und Niederschrift des Sakischen endete, weil sich nach der tibetischen Herrschaft turksprachige Uiguren im Tarimbecken ansiedelten und regionale Reiche gründeten, wodurch das Uigurische als schon etablierte Schriftsprache und angesehene Sprache der Oberschicht schrittweise das Sakische, wie auch die regional älteren indoeuropäischen, aber nicht iranischen tocharischen Sprachen, die in mittleren und östlichen Teilen des Tarim gesprochen und geschrieben wurden, verdrängte und so die Saken und Tocharer in die Uiguren assimilierte.
Die sakische Sprache wird den südostiranischen Sprachen zugeordnet, während die Sprachen der kulturell nahestehenden Skythen und Sarmaten zu den nordostiranischen Sprachen gezählt werden. Weil iranische Sprachen in vorchristlicher Zeit noch ähnlich waren, gehen Forscher von einem Dialektkontinuum (d. h. regional nahestehenden Dialekten) zwischen den im heutigen Südrussland/Ukraine bis zum 2. Jh. v. Chr. lebenden skythischen Nomaden und den Saken aus, mit der jüngeren Stammeskonföderation der Sarmaten, die ab dem 4. Jh. v. Chr. die älteren Skythen verdrängten oder integrierten. In der Iranistik existiert die Forschermeinung, dass einige südostiranische Gebirgssprachen im Pamir, besonders die von den Tadschiken Chinas im autonomen Kreis Taschkorgan gesprochenen Sprachen Sariqoli und Wakhi (vgl. Wakhi), auf Reste des Sakischen zurückgehen könnten, aber es ist schwer zu bestimmen, ob sie direkt aus dem Sakischen oder nahestehenden Dialekten entstanden.

## Archäologie sakischer Nomaden

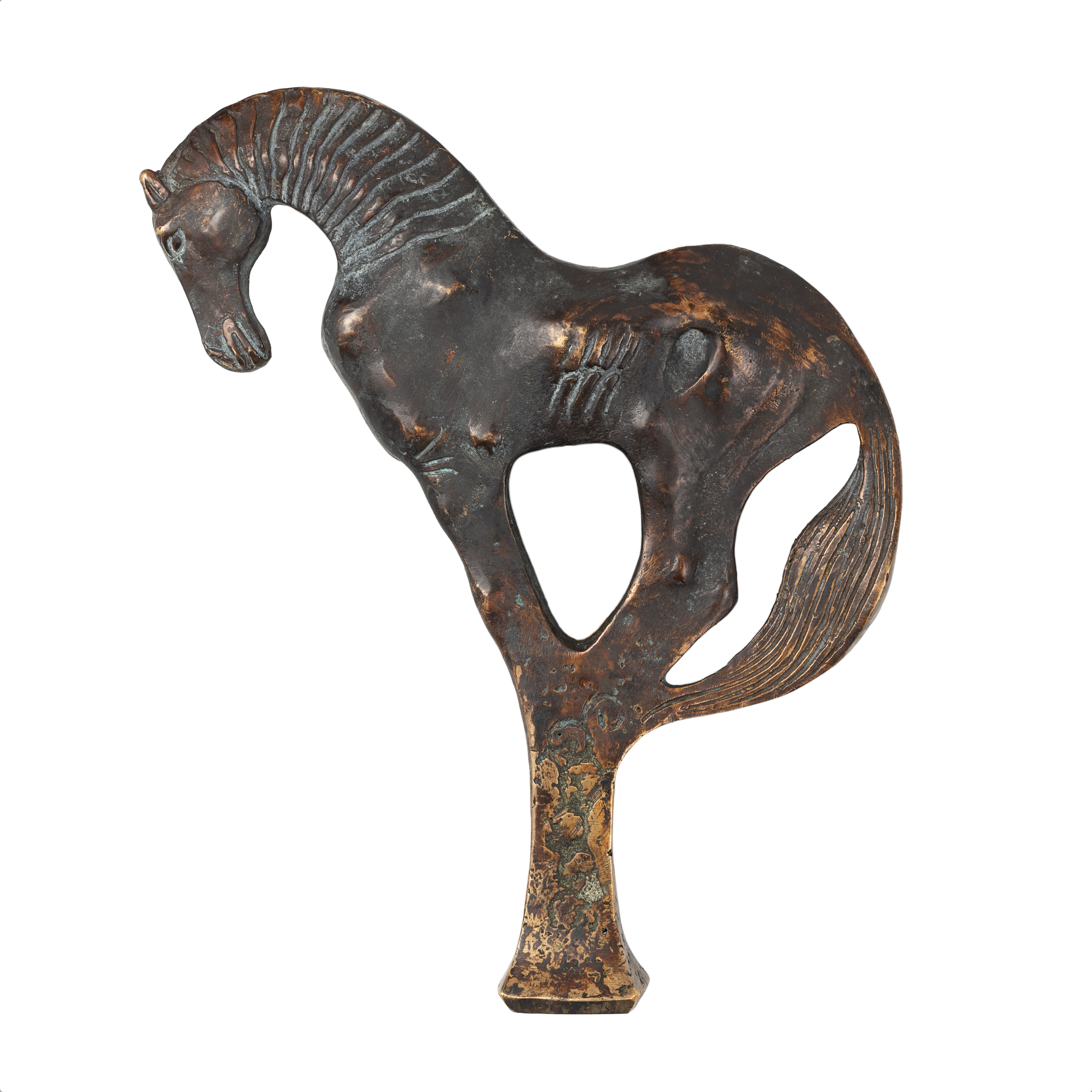
Das Himmelspferd ist ein bronzener Zeremonialaufsatz mit einem stehenden Pferd, der von den Sakas zwischen dem 4. und 1. Jahrhundert v. Chr. geschaffen wurde.

### Siedlungsgebiet und Kultur
Die Saken nomadisierten in der heutigen Kasachensteppe zwischen Aralsee, dem Gebiet beiderseits des Tianshan-Gebirges und West-China, einschließlich Kirgisistan und Tadschikistan. Im Unterschied zu den meisten Skythen in Europa, die eine der Phrygermütze (Baschlik) ähnliche Kopfbedeckung verwendeten, trug ein Teil der Saken hohe, spitze Filzmützen, weshalb sie von antiken Autoren Spitzhütige Skythen genannt wurden.
Von der Archäologie werden sie mit der Issyk-Beschsatyr-Kultur in Verbindung gebracht. Die nomadische Lebens- und Wirtschaftsweise, Totenkult im Kurgan und Sachkultur weisen viele Gemeinsamkeiten mit anderen Stämmen der skythischen Welt zwischen Sibirien und dem Schwarzmeerraum auf. Grabungsfunde in ihrem Zusammenhang datieren ins 7./6. Jahrhundert v. Chr.

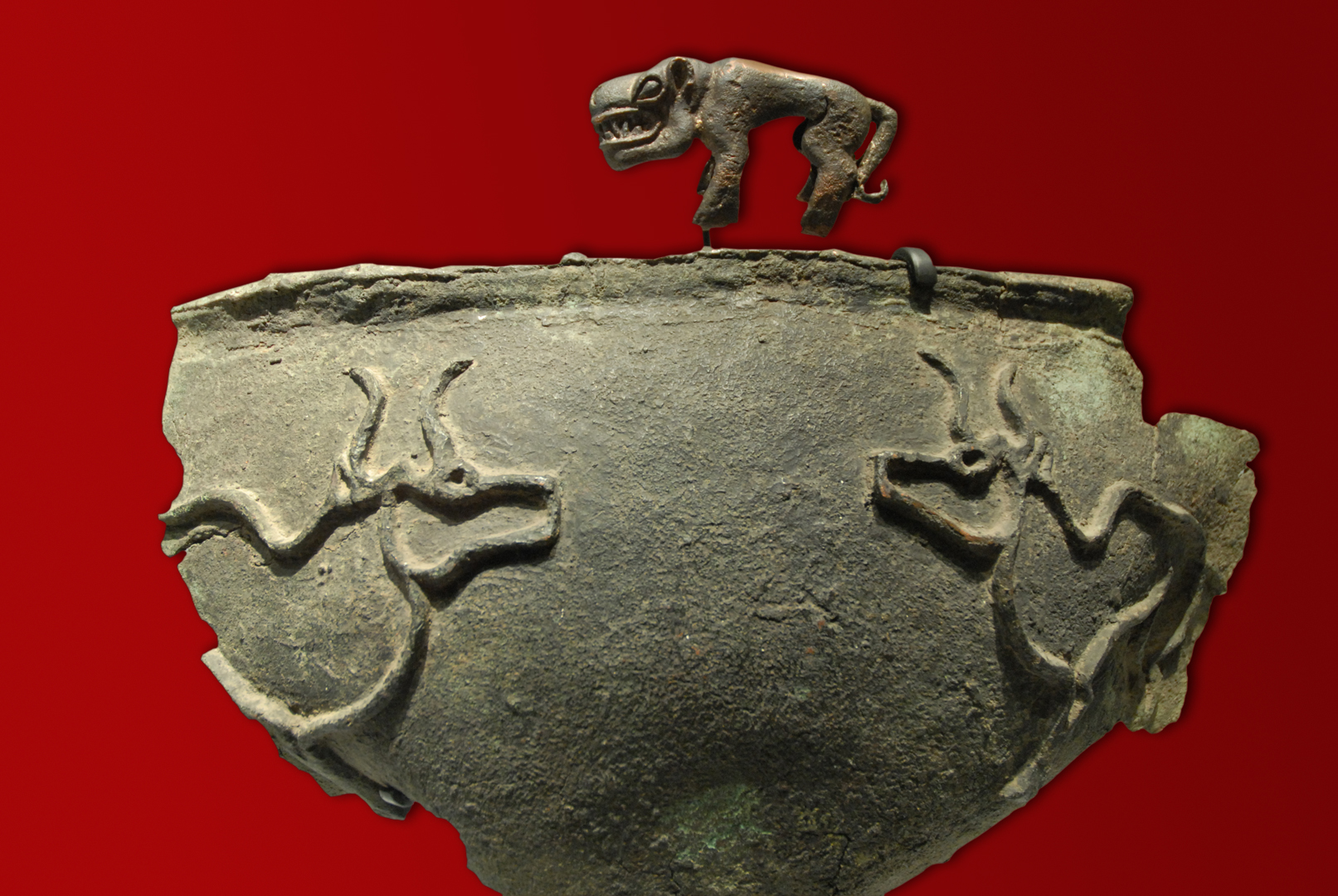
Sakischer Bronzekessel aus der Nähe von Almaty/ Kasachstan, 5.–3. Jahrhundert v. Chr.

Während die meisten Bestattungsriten und archäologischen Merkmale der Saken anderen skythenzeitlichen Nomadengruppen (südrussisch-ukrainische Skythen, Sarmaten, Massageten und zeitgleiche archäologische Kulturen im Altai und Umgebung) sehr ähneln, bis hin zum gemeinsamen skythisch-sakischen Tierstil, sind offenbar rituell verwendete Bronzekessel mit hohem Standfuß eine Besonderheit der Saken und der Altairegion. Diese Bronzekessel, später ab der Zeit der Hunnen in der gesamten Steppenregion verbreitet, waren zur Skythenzeit nur in Gräbern mittelasiatischer Saken und der Altairegion sehr häufig, in massagetischen, sarmatischen und westskythischen Gräbern dagegen faktisch unbekannt.
Entlang des Syrdarja waren Teile der Saken aufgrund ausreichenden Ackerlands auch in Städten und Dörfern sesshaft und hinterließen besser ausgebaute Grabmäler (z. B. Kuppelgrab von Balandy, Friedhof von Ujgarak, Tegermansu III). Es gab hier offenbar eine Koexistenz von Sesshaften und Nomaden (siehe unter anderem auch Pamiris).
Ihre unmittelbaren Nachbarn waren die nördlich des Jaxartes nomadisierenden Massageten, wobei die griechischen Autoren keine wesentliche Unterscheidung beider Stämme treffen konnten. Weiterhin werden von Herodot die Issedonen genannt, ferner die Argippaioi, deren Lokalisierung problematisch ist. Gemäß der griechischen Überlieferung kamen auch die Skythen des Schwarzmeerraums aus dem Osten. Des Weiteren waren die sesshaften Baktrier, Soghdier und Gandharier ihre südlichen sesshaften Nachbarn.
Der afghanische Goldschatz von Tilla Tepe wird sakischen Nomaden, höchstwahrscheinlich Saken im engeren Sinne, vielleicht auch Yuezhi zugeordnet.

### Alte DNA

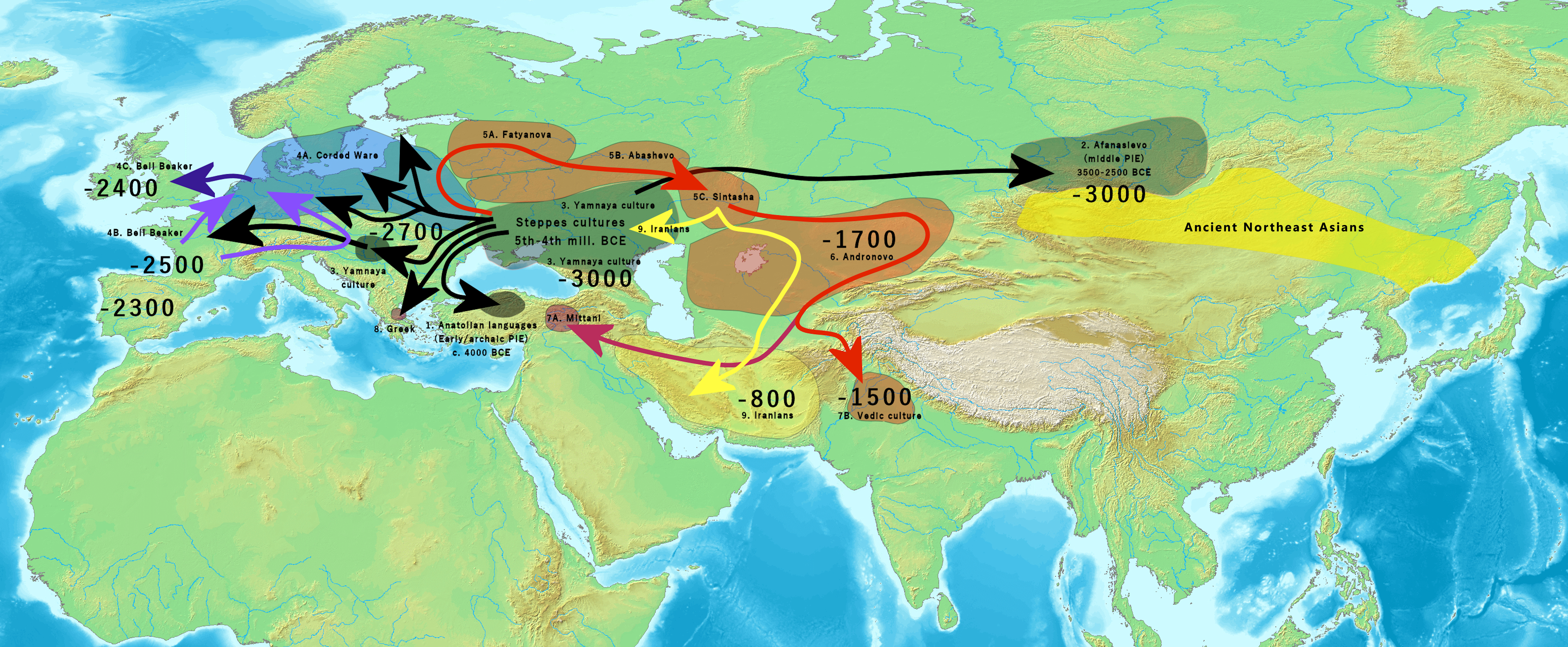
Die Ethnogenese der Saken in der frühen Eisenzeit steht im Zusammenhang mit der früheren Ausbreitung der Indogermanen in der Bronzezeit, und im Speziellen mit den Iranischen Völkern

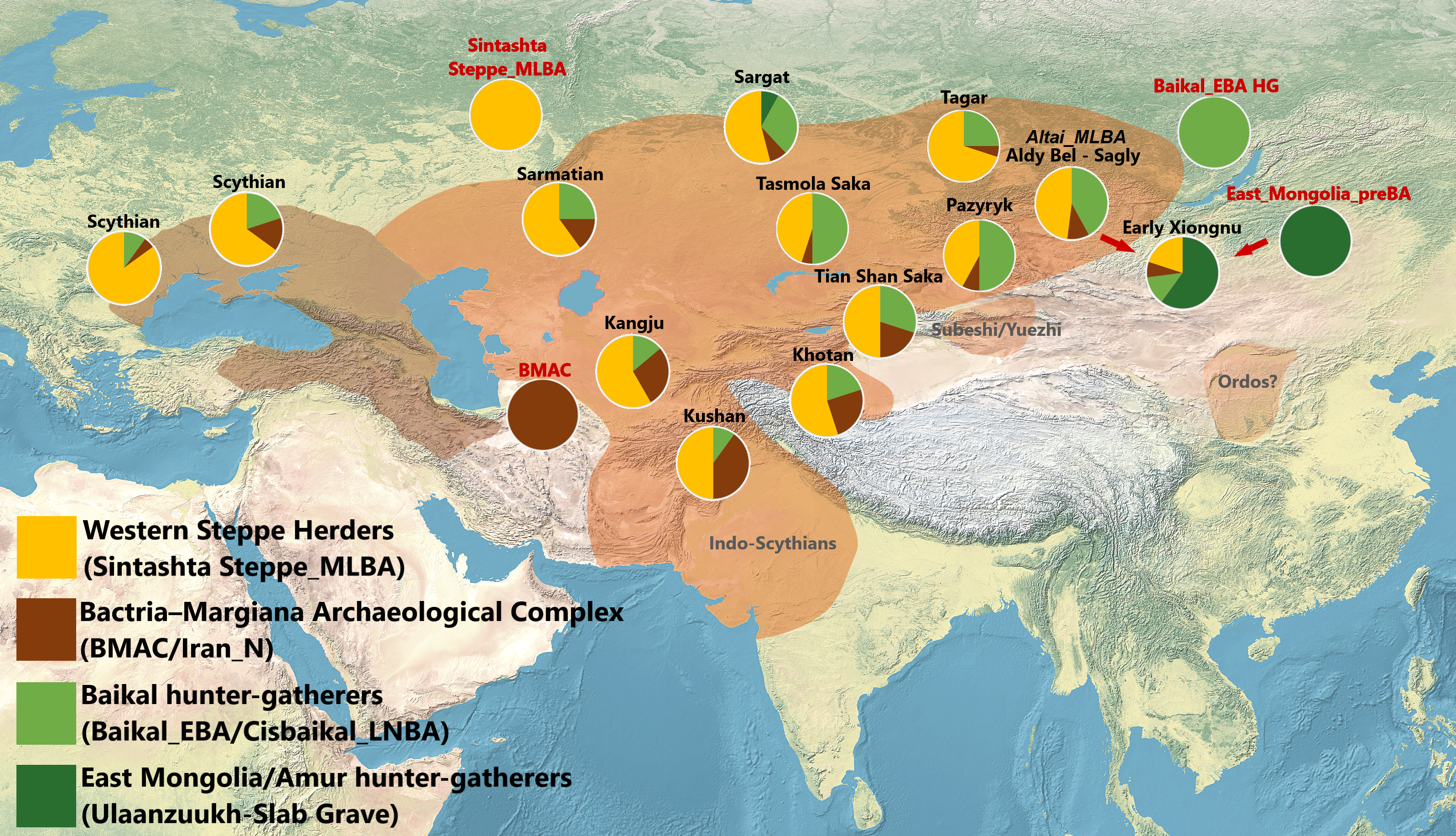
Genetische Zusammensetzung skythen- und sakenzeitlicher Bestatteter mit Anteilen „westlicher Steppenhirten“ (gelb), der Baikal-Jäger und Sammler (hellgrün), Amur-Jäger und Sammler (dunkelgrün) und der Oasenkultur („BMAC“, braun). Die Erkenntnis ist neu, vor etwa 20 Jahren glaubten viele Experten, skythenzeitliche Nomaden gingen bis um die Zeitenwende vor 2000 Jahren fast allein auf westliche Einwanderer der Bronzezeit (linke Karte) zurück, was erst die Populationsgenetik differenzierte.

Genetische Untersuchungen an Proben aus Sakischen Gräbern geben Einblick in deren Ethnogenese. Wie die kulturell verwandten Sarmaten oder der Sagly-Baschi-Kultur im Altai-Gebirge, gehörten die Saken dem 'skythischen Kulturhorizont' an. Diese skythischen Nomaden der Eurasische Steppe stammten hauptsächlich von den 'Westlichen Steppenhirten' der Sintaschta-Kultur beziehungsweise der früheren Jamnaja-Kultur ab und stehen im Kontext der Expansion der Indogermanen, im Speziellen der 'östlichen Iranischen Völker'.
Die klassischen Saken des Tian Shan und des südöstlichen Kasachstans trugen etwa 55 % Genom der 'Westlichen Steppenhirten', etwa 25 % Genom von Jägern und Sammlern der Baikalsee-Region, und etwa 20 % Genom von Menschen der Oasenkultur.
Beinahe alle Saken trugen die väterliche Haplogruppe R1a sowie J.

## Geschichte

### Sakische Bevölkerung im Tarimbecken
Ein genaues Datum des ersten historisch gesicherten Auftretens von Saken im Osten, besonders in westlichen Teilen des Tarimbeckens, ist umstritten, jedoch lässt sich aus dem 7. Jahrhundert v. Chr. die Präsenz der Saken in West-China, später im eigenen Königreich von Khotan (1.–11. Jahrhundert n. Chr.), nachweisen. Sehr frühe Nachweise ihrer Anwesenheit im Tarimbecken wurden in Dschumbulak Kum (chinesisch: Yuansha) ausgegraben, dessen älteste sakische Gräber aus dem 7. Jahrhundert v. Chr. stammen. Auch in weiterer Umgebung ist die Anwesenheit der Saken schon seit dem 8. Jahrhundert v. Chr. bewiesen worden (Alagou-Gräber, Ujgarak etc.). In Hotan und Tumxuk entwickelte sich die sakische Sprache danach durch Ansiedlungen zur dominierenden Sprache auch der sesshaften und städtischen Bevölkerung, weshalb alle erhaltenen sakischen Texte aus dieser Region stammen.
Die chinesische Überlieferung seit dem 2. Jahrhundert v. Chr. bezeichnet die Saken als sai (alt- und mittelchinesische Aussprache: sək).

### Saken in persischen und griechischen Quellen des 6.–4. Jahrhundert v.Chr.

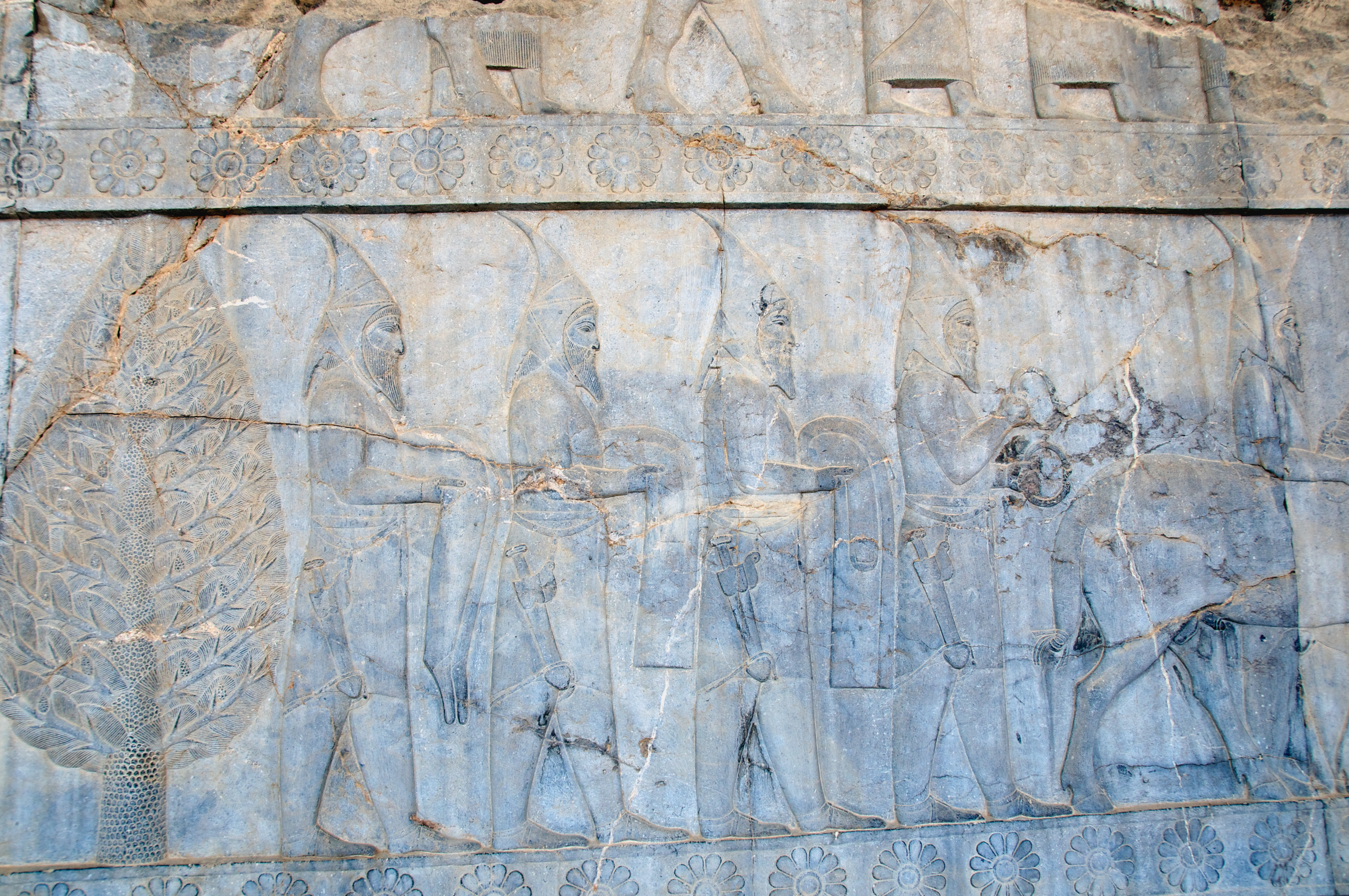
Tigraxauda-Saken als Tributbringer am Apadana Dareios’ I. in Persepolis

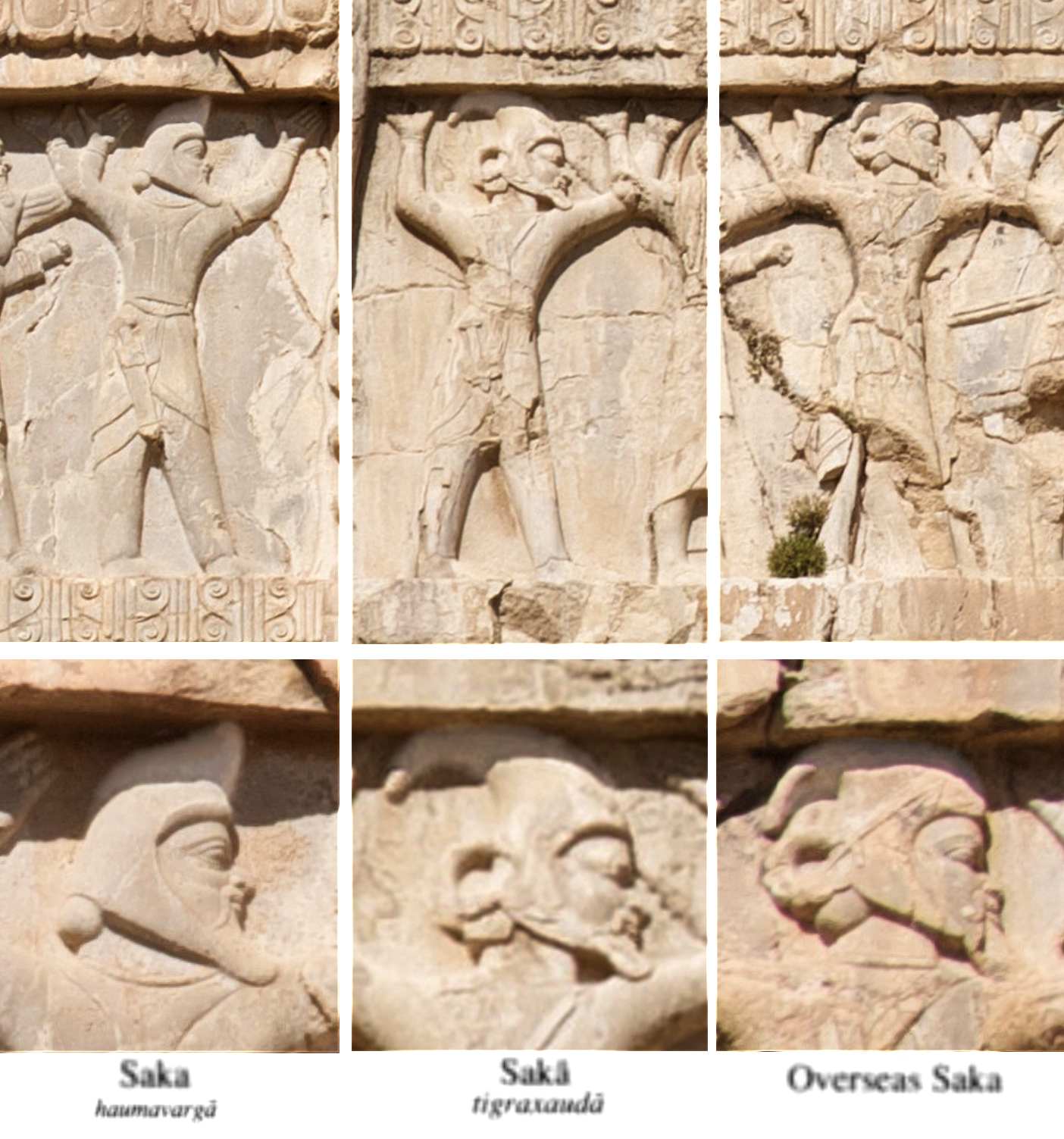
Reliefdarstellungen eines Saka Haumawarga, eines Saka Tigraxauda und eines Saka Paradraya (Übersee-Saka) vom Grabmal des altpersischen Großkönigs Xerxes I.

Die Massageten-Konföderation und die Saken, zuletzt unter Königin Sparetra, führten gemeinsam Krieg gegen das expandierende Großreich der persischen Achämeniden. Nach verschiedenen Überlieferungen soll Kyros II. in einem Feldzug gegen die Massagetenkönigin Tomyris um 530 v. Chr. getötet worden sein. Allerdings werden die Saken auch als persische Hilfstruppen und zur Zeit von Dareios I. als Tributbringer dargestellt.
Altpersische Inschriften aus dem 6.–4. Jahrhundert nennen drei Gruppen der Saken:
- die Sakā Paradraya („Saken Hinter-den-Meeren“) wahrscheinlich identisch mit den südrussisch-ukrainischen Skythen und Sarmaten griechischer Autoren nördlich des Schwarzen und Kaspischen Meeres,
- die Sakā Tigraxaudā („Saken Spitz-Huter“ – nach dem spitzen Hut), sie werden in der Forschung etwa in die Kasachensteppe und in den fruchtbaren Gebieten Südost-Kasachstans (Siebenstromland) lokalisiert,
- die Sakā Haumawargā (benannt nach der alten religiösen Droge Hauma, die sie rituell konsumierten), sie werden in allgemein verbreiteten, aber in den spärlichen Quellen nicht direkt bestätigten Forscherhypothesen als Nomaden und teilweise Sesshafte etwa im Dreieck zwischen Taschkent, Duschanbe und Samarkand, vielleicht auch bis Merw lokalisiert und wanderten möglicherweise aus östlicheren Steppengebieten in die Region ein. Der französische Iranist François Cornillot deutet die früheste überlieferte Form des Namens von Samarkand, Marakanda etymologisch als ‚Stadt der Saka haumawarga‘.[14]

Diese Unterteilung ist eine Fremdzuschreibung durch die Perser nach geographischen und auffälligen kulturellen Kriterien und erlaubt keine Rückschlüsse, dass sich diese sakischen Gruppen selbst als einheitliche Stammesverbände verstanden, nach den zahlreicheren Stammes-Aufzählungen in griechischen Quellen gab es intern mehr Stammeskonföderationen.

### Saken in hellenistischer Zeit 4.–1. Jahrhundert v. Chr.

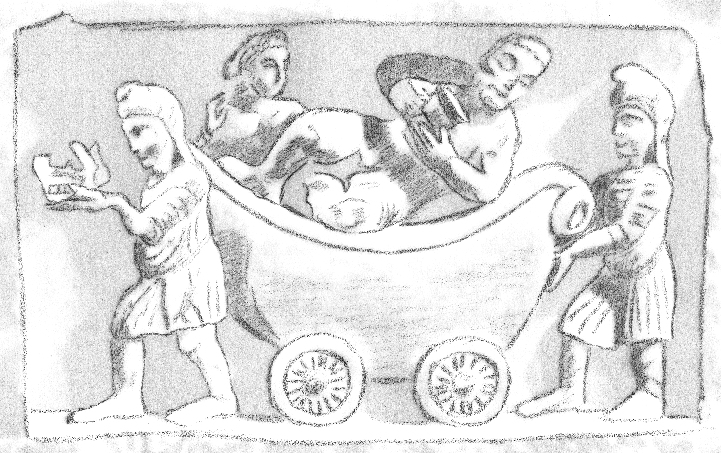
Saken in der indischen Region Gandhara feiern die hellenistischen Dionysien, Zeichnung eines Reliefs

Alexander der Große musste schwierige Kämpfe mit den Saken und Massageten bestehen, die aus der Steppe dem Sogder Spitamenes zu Hilfe kamen (329–327 v. Chr.).

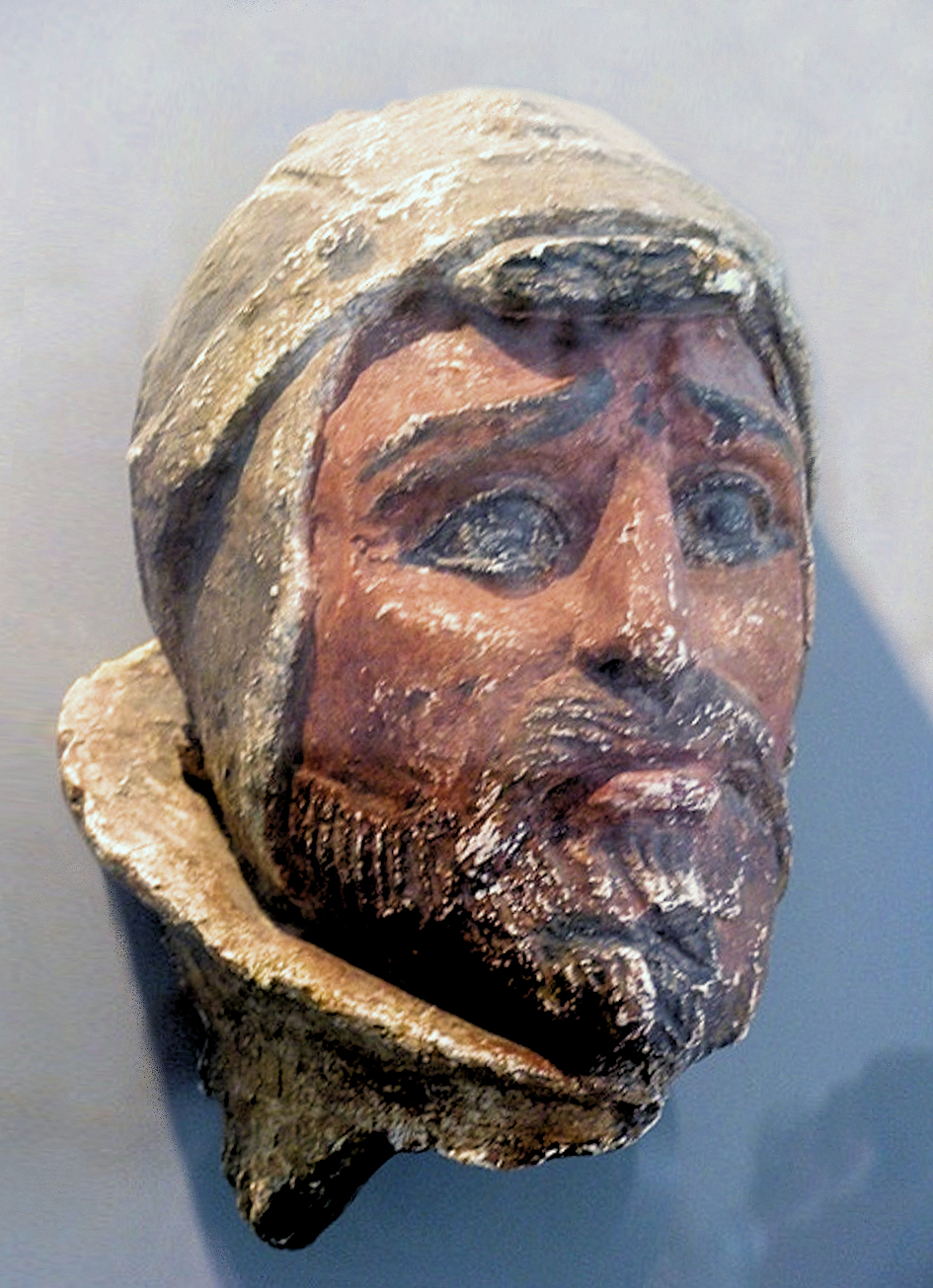
Kopfskulptur eines besiegten sakā-Kriegers aus dem Kuschana-Palast in Chaltschajan (wohl 1. Jahrhundert v. Chr.), dessen Skulpturen den Sieg der Yuezhi über die Saken darstellen.

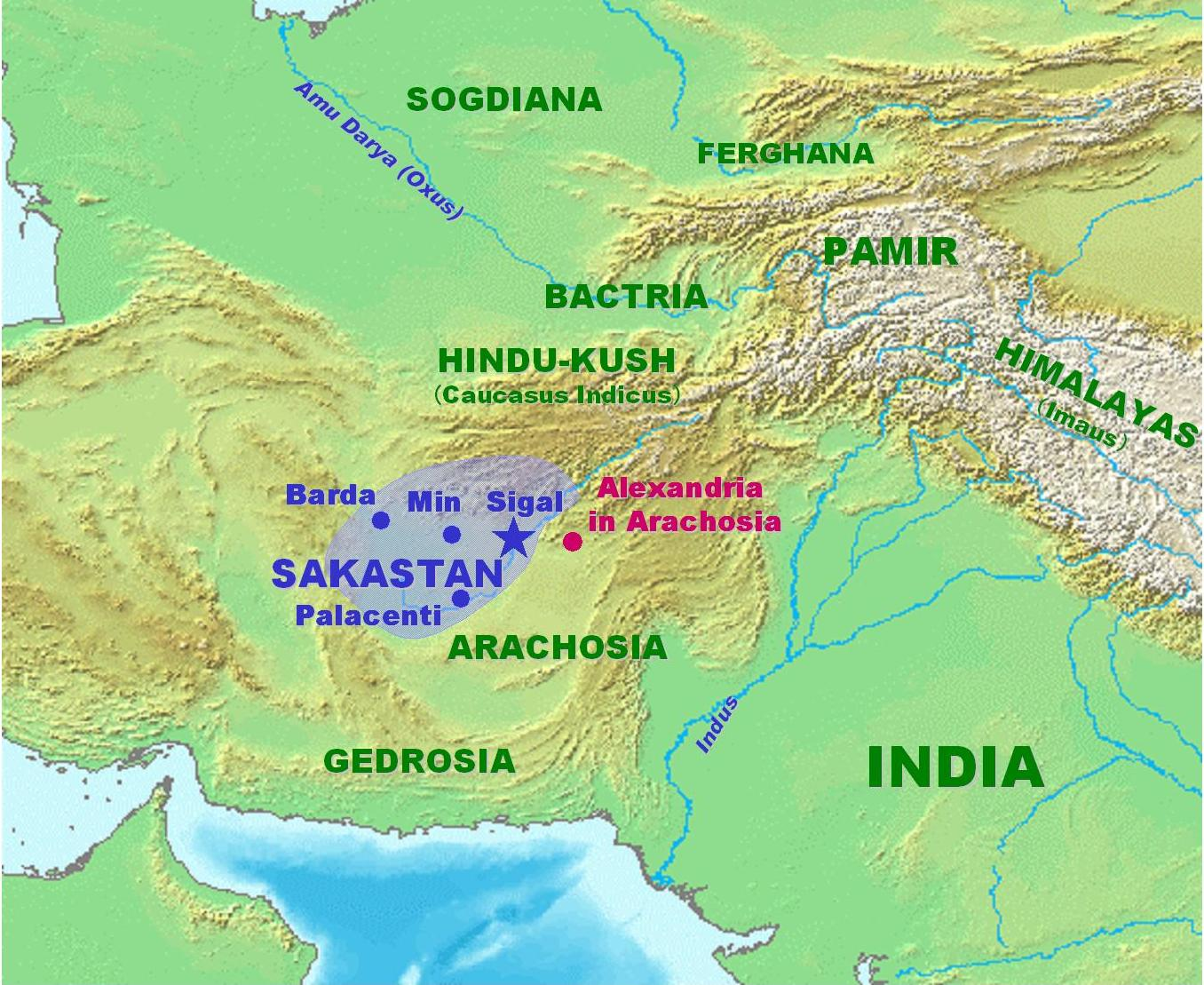
Die Region Sakastan(a) (Sistan) um 100 v. Chr. Ganz im Norden Indiens an Pamir, Hindukusch und Himalaya liegt die Region Gandhara

Der Druck der von den Xiongnu vertriebenen Yuezhi teilte die vor ihnen flüchtenden Saken in zwei Gruppen. Eine Gruppe emigrierte um 139 v. Chr. ins Grenzgebiet des heutigen Afghanistan und Iran. Diese Grenzregion Sistan hat ihren Namen von dem früheren Namen Sakastana (=Land der Saken), weil sie noch bis in nachchristliche Zeit von den sakischen Einwanderern geprägt wurde. Die andere Gruppe flüchtete offenbar wenige Jahre später über den Pamir und Hindukusch nach Gandhara und Punjab in Nordwest-Indien. Die zurückgebliebenen Stammesverbände sakischer Steppennomaden in Mittelasien wurden in jüngere Stammesverbände assimiliert und verschwanden aus der Geschichte.
Unter griechischer Herrschaft des Griechisch-Baktrischen Reiches und später durch den Kontakt in Indien im 4.–1. Jahrhundert v. Chr. übernahmen viele Saken auch hellenistische Kulturelemente. Unter den zahlreichen hellenistisch beeinflussten Überresten in den mittelasiatischen Regionen Baktrien und Sogdien wird beispielsweise der Goldschatz von Tilla Tepe, der neben anderen Elementen auch Darstellungen mehrerer griechischer Gottheiten umfasst (Aphrodite, Eros, Athene, Ariadne, Dionysos), zweifelsfrei nicht der alteingesessenen, sesshaften Bevölkerung, sondern den Nomaden, den Saken oder Yuezhi zugeordnet. Ab dem 1. Jahrhundert v. Chr. weisen in Indien zahlreiche Darstellungen griechischer Götter auf Münzen sakischer Herrscher und Reliefs von Saken bei hellenistischen Kulten auf eine Etablierung des Hellenismus.

### Indo–sakisches (Indo–skythisches) Reich 2./1. Jahrhundert v. Chr.–1./4. Jahrhundert n. Chr.

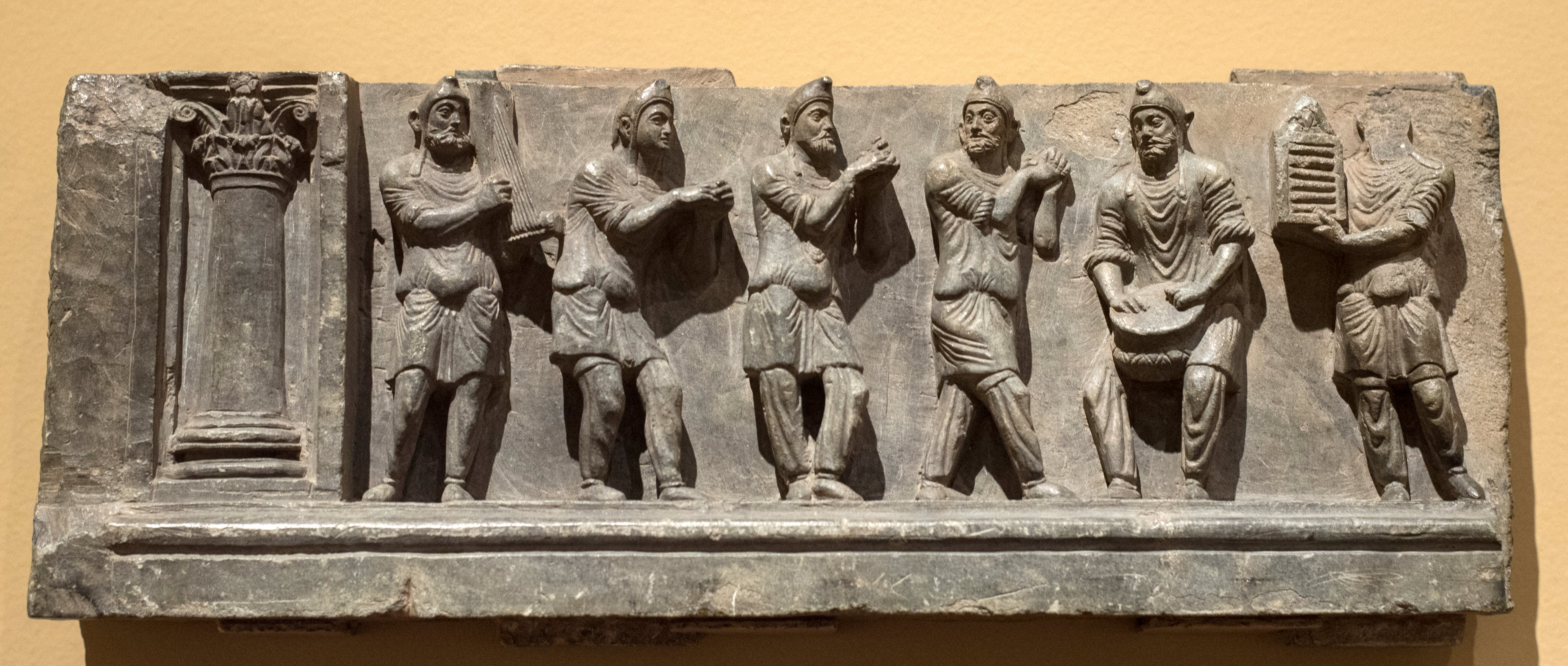
Relief tanzender Indo-Saken aus Gandhara 1. Jahrhundert n. Chr., links ein Korinthisches Kapitell.

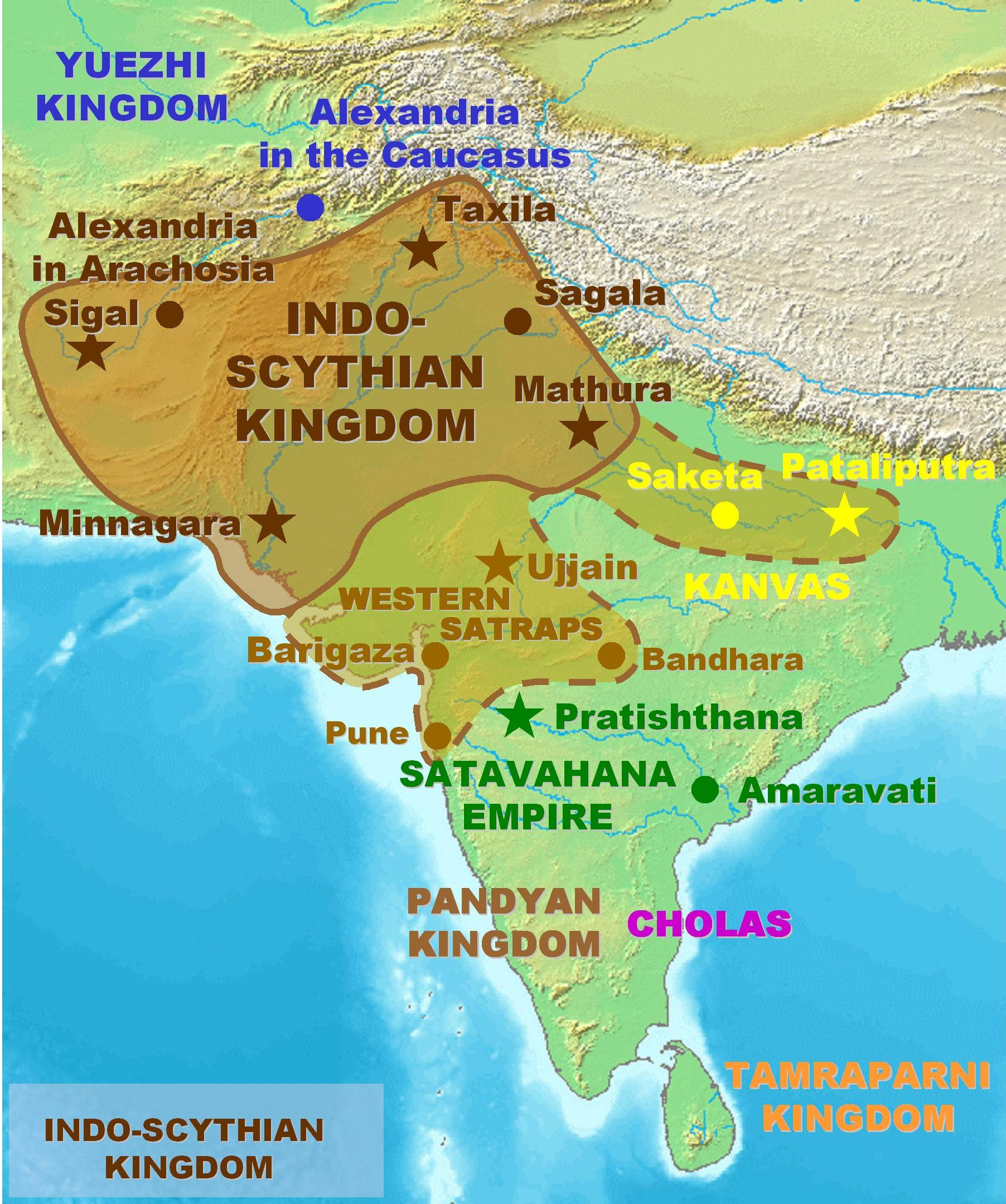
Indo-skythisches Reich und seine Expansionen und Hauptstädte (Stern). Die westlichen Satrapen bestanden als regionale Kleinkönige nach dessen Eroberung durch die Indo-Parther noch bis ins 4. Jahrhundert n. Chr. fort.

Aufgrund schlechter Quellenlage ist die Geschichte des Indo-sakischen Reiches (in westlicher althistorischer Literatur auch oft Indo-skythisches Reich genannt) nur begrenzt anhand der Auswertung und des Umlaufs ihrer Herrschermünzen, einiger Inschriften und archäologischer Hinterlassenschaften und Angaben in äußeren, meist griechischen und benachbarten indischen Quellen rekonstruierbar. Besonders die Datierung der Herrscher bleibt umstritten.
Das Indo-Sakische Reich war, wie auch das von ihm abgelöste Indo-Griechische Reich, kein zentralistisches Staatswesen. In einigen Regionen wurde die Herrschaft regionaler Teilkönige geduldet, die in persischen und griechischen Inschriften als Satrap (Gouverneur), in Inschriften in indischen Sprachen gleichzeitig als raino oder radscha (König) bezeichnet wurden, an deren Spitze der sakische „König der Könige“ stand. Aufgrund einiger gemeinsamer Münzen und Inschriften des Königs und der Teilkönige ist sicher, dass sie (in vielen Fällen) keine unabhängigen oder rebellierenden Herrscher waren. Unter diesen Teilkönigen waren im Punjab, Ost-Kaschmir und Rajasthan auch Herrscher indo-griechischer Herkunft (in indischen Quellen yona oder yavana, von altpersisch yauna=Grieche/Ionier) aus dem vorherigen Indo-griechischen Reich. Die beiden wichtigsten Teilkönige des Reiches waren dagegen ebenfalls sakischer Herkunft (in indischen Quellen śaka, anglisiert shaka=Saken): die Nördlichen Satrapen, die Teile Punjabs und des oberen Ganges-Tals beherrschten, mit der Residenz in Mathura und die Westlichen Satrapen, die Teile des heutigen Gujarat, Rajasthan, Maharashtra und Madhya Pradesh beherrschten, mit Residenz in Ujjain. In späteren Jahrhunderten trugen yona/yavana- und auch śaka-Familien zunehmend indische Namen und integrierten sich kulturell in die regionalen indischen Kshatriyas, die Kaste der Krieger und Herrscher.
Der erste indo-sakische König Maues (reg. nach unsicherer Datierung vielleicht 120–85/80 v. Chr.), war Anführer der Gandhara-Saken. Nach Indizien – eine Inschrift zur Einwanderung der Saken mit seinem Namen im Gilgit-Gebiet und die Erwähnung eines sai-Königs nördlich des Pamir mit ähnlichem Namen in chinesischen Quellen – könnte er vielleicht die Flucht dieser Saken geleitet und schon vorher im Norden ein Sakenkönig gewesen sein. Er dehnte teilweise in Zusammenarbeit mit indo-griechischen Regionalkönigen seinen Herrschaftsbereich etwa von Hazara bis Kaschmir aus und residierte in Taxila.
Die Saken in Sakastana/Sistan gerieten zur gleichen Zeit unter die Oberhoheit des Partherreiches unter Mithridates II. (reg. 123–88 v. Chr.), mit dem sie sich verbündeten. Unter diesem Einfluss trugen ihre Anführer, die Brüder Vonones und Spalahores (reg. vielleicht 85–65 v. Chr.) und der Sohn des zweiten, Spalagdames, parthische Namen. Sie residierten in Sigal in Sistan, scheinen die parthische Oberhoheit aber abgeschüttelt zu haben und dehnten ihren Herrschaftsbereich nach Osten aus, wie weit genau, ist durch das Auftreten mehrerer anderer Regionalkönige im Osten aber schwer zu klären. Möglicherweise einigte erst Azes I. (ca. 58/50–35/27 v. Chr.) aus der Vonones-Familie das Reich von Sistan bis zum Ganges und zur Küste, das er zum Zenit seiner Macht führte, eine neue Zeitrechnung im Reich festlegte (die „Vikrama-Ära“, beginnend 58/57 oder 43 v. Chr.) und die Hauptstadt von Sigal wieder nach Taxila verlegte. Nach Angaben des indischen Geschichtswerkes Yuga Purāna eroberten einige Jahrzehnte nach den Indo-Griechen auch die Indo-Saken große Teile des Ganges-Tals und machten Pataliputra zur neuen Hauptstadt, was Inschriften bestätigen. Wann dieser Feldzug stattfand, ist nicht geklärt, auch nicht, wann Teile des westlichen Indiens an die Saken fielen. Die westlichen Satrapen sind dort erst wenige Jahre vor der Zeitenwende in der Verfallszeit des Reiches nachweisbar. Griechische Quellen (Periplus Maris Erythraei, Isidoros von Charax und Claudius Ptolemäus) beschreiben außerdem eine weitere Hauptstadt der indischen „Skythen“, Minnagara, die wahrscheinlich (bis heute ist sie nicht identifiziert) in der Region Sindh am unteren Indus lag, von der aber nicht klar ist, ob sie eine zeitweilige Hauptstadt des Zentralreiches, der westlichen Satrapen oder eines anderen Teilreiches war.

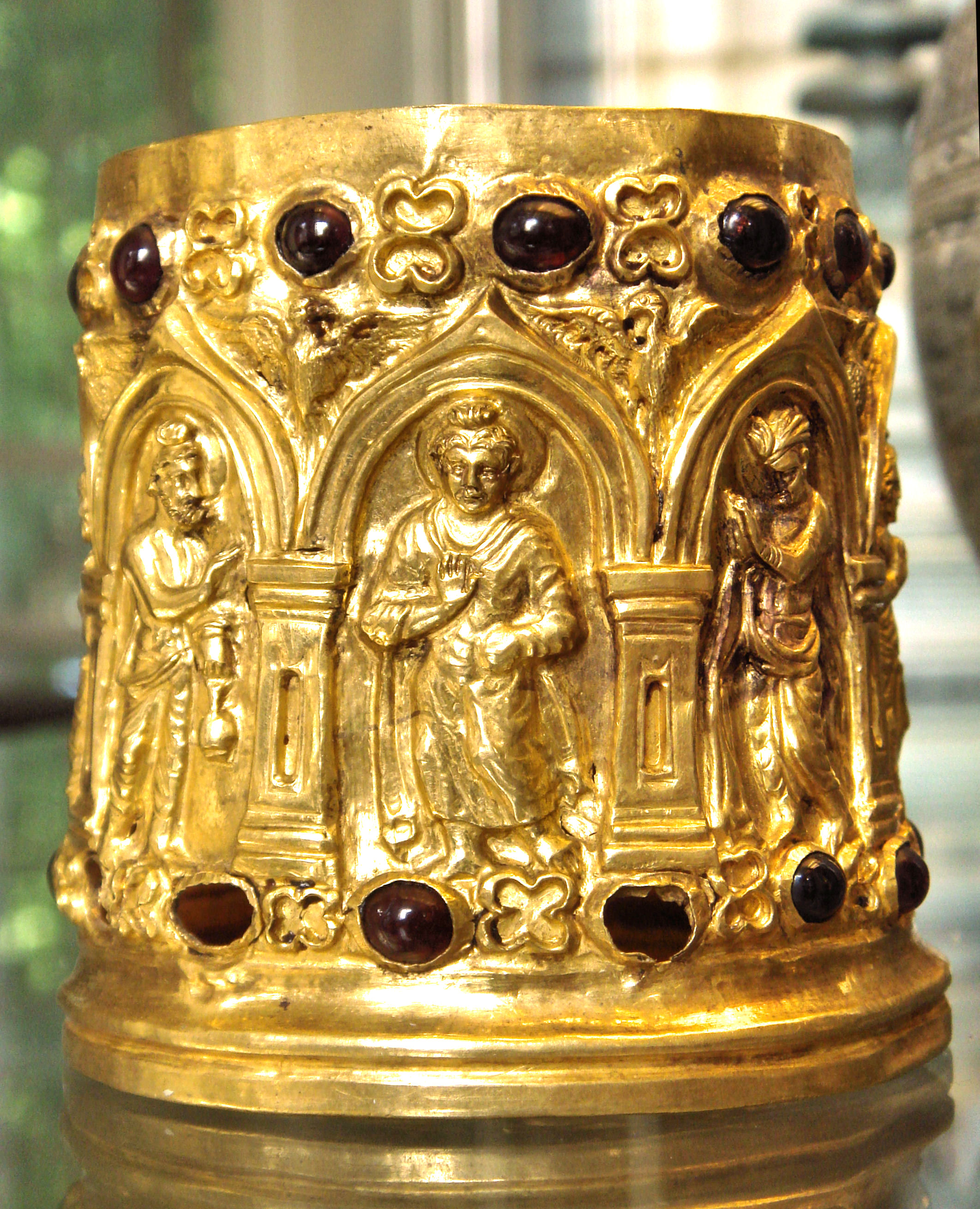
Das Bimaranreliquiar aus einem verlassenen Stupa in Ost-Afghanistan wird an den eingelegten Münzen etwa auf die Regierungszeit Azes' II. datiert

Das Reich scheint nach Azes I. in Krisen geraten zu sein. Der Nachfolger Azilises war wohl anfangs ein Teilkönig in der Hazara-Region oder Mitregent von Azes, der seine Herrschaft später wahrscheinlich nur bis zum mittleren Indus ausdehnen konnte. Dessen Nachfolger Azes II. (ca. 35–12 v. Chr.) verlor Gebiete am unteren Indus, expandierte aber noch im Hindukusch-Gebiet. Danach scheinen sich mehrere Teilkönige und die westlichen und nördlichen Satrapen selbstständig gemacht zu haben. Die Rivalitäten nutzten ein neuer König von Sistan, Gondophares (reg. von ca. 19–45 n. Chr.) und seine Nachkommen zur Expansion in das Indus-Tal, aber nicht darüber hinaus. Trotz ihrer Herkunft aus Sistan wird diese Dynastie in jüngerer Literatur aus drei Gründen als Indo-Parthisches Königreich von den indo-sakischen Dynastien unterschieden: 1. folgten ihre Münzen und architektonischen Überreste dem parthischen Stil, während die Indo-Saken sich besonders in ihren Kernregionen an hellenistischen Vorbildern orientierten, selbst Reliefbilder der indo-parthischen Oberschicht tragen parthische Kleidung, 2. zeigte die Auswertung einer Inschrift von Gondophares durch Ernst Herzfeld, dass der Dynastiegründer nicht aus sakischer Familie, sondern aus dem Haus der Suren kam, einem der parthischen Fürstengeschlechter, weshalb 3. unklar ist, ob das Indo-Parthische Reich wegen der Beziehungen der Suren zum parthischen Königshaus der Arsakiden vielleicht ein Vasallenstaat des Partherreiches gewesen sein könnte. Kurz nach der indo-parthischen Expansion unter Gondophares rühmt sich eine Siegesinschrift des zentralindischen Satavahana-Reiches, die Königsstadt Pataliputra von den śaka erobert zu haben.
Nach diesem Ende des Zentralreiches bestanden im Gebiet zwischen dem Indo-parthischen und dem Satavahana-Reich mehrere indo-griechische (das letzte unter Straton II. bis ca. 10 n. Chr. im Punjab) und indo-sakische Restreiche, von denen einige zeitweilig die Vorherrschaft über die anderen anstrebten: die Apracha-Radschas im westlichen Gandhara mit Zentrum in Bajaur (Vijayamitra und Nachfolger), die sakischen Satrapen von Kaschmir und Taxila mit der westlich benachbarten Region Chukhsa (Liaka Kusulaka, sein wahrscheinlicher Nachfolger Zeionises (Jihonika) u. a.) und nach indo-parthischer Eroberung der beiden Länder schließlich die nördlichen Satrapen (Rajuvula, sein Sohn Sodasa u. a.) in Mathura. Die Ausbreitung des Kuschanareiches, das aus den mittelasiatischen Yuezhi hervorging, führte Ende 1./ Anfang 2. Jahrhundert n. Chr. zur Eroberung der indo-parthischen und indo-sakischen Restreiche und Fürstentümer in Nordindien. Einige von ihnen bestanden noch wenige Jahrzehnte als Vasallen des Kuschanareiches fort, verschwanden dann aber aus der Geschichte.

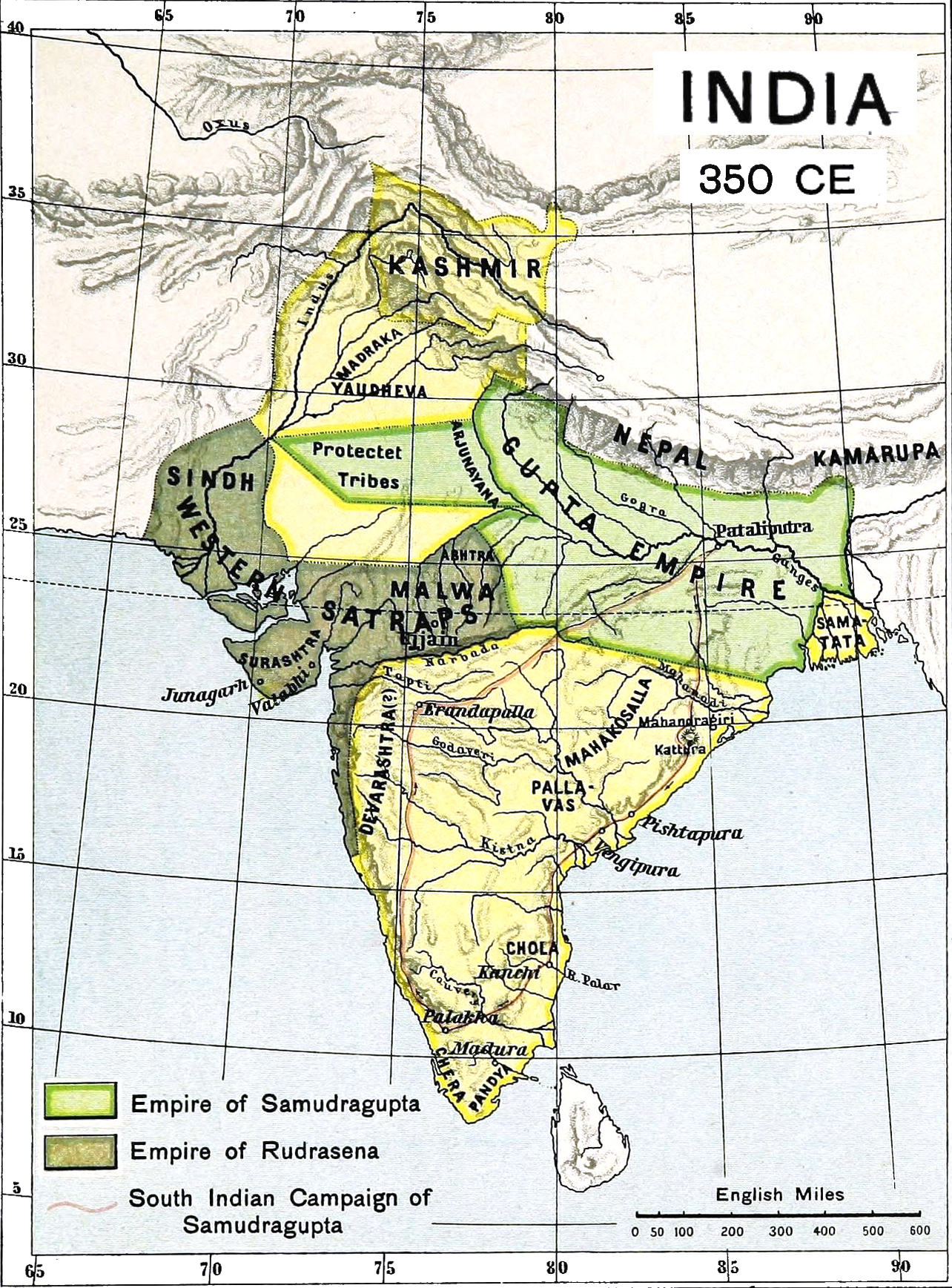
Indien im Jahr 350 in einem britischen Atlas von 1907. Reich der westlichen Satrapen (dunkelgrün) und Gupta-Reich, das über 40 Jahre später das Satrapenreich erobert.

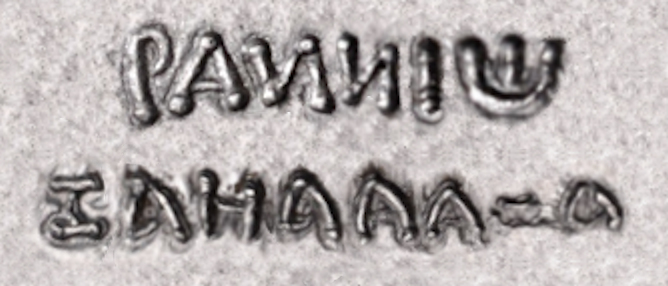
Pali-Inschrift der Titulatur des frühen westlichen Satrapen Nahapana in griechischen Buchstaben Rannio K[h]s[h]aharata (= „König–Satrap“)

Allein das Reich der sakischen Westlichen Satrapen mit Hauptstadt Ujjain (Ende 1. Jahrhundert v. Chr./Anfang 1. Jahrhundert n. Chr.–Ende 4. Jahrhundert n. Chr.) blieb bestehen, möglicherweise anfangs als Vasallen der Kuschana, was aber umstritten ist, später dagegen unabhängig. Dieses Reich war in lange Zeit unentschiedene, existenzielle Konflikte mit dem Satavahana-Reich verwickelt (Anfang 1. Jahrhundert–Anfang 3. Jahrhundert), bei dem sich die westlichen Satrapen schließlich behaupteten und vom Satavahana-Reich große nordwestliche Kernregionen eroberten, welches danach zerfiel. Wie die frühen Indo-Saken und Indo-Griechen neigten auch die 27 überlieferten westlichen Satrapen-Herrscher zum Buddhismus, spätere Satrapen förderten daneben den brahmanischen Hinduismus. Offensichtlich sind Teile der nordindischen indo-sakischen und indo-griechischen Führungsschicht nach der Kuschana-Eroberung ins Reich der westlichen Satrapen emigriert. Neben der gesamtindischen Brahmi-Schrift wurden im Reich auch die in Gandhara und Ost-Mittelasien verbreitete Kharoshthi-Schrift und eine korrumpierte Griechische Schrift, allerdings nur zur Schreibung indischer Sprachen (Sanskrit und Prakrit-Sprachen, besonders Pali) verwendet. Mehrere Widmungsinschriften an buddhistischen und hinduistischen Tempeln stammen von Privatpersonen, die sich selbst als yavana oder śaka bezeichnen. Weil sie aber ausschließlich indische Namen trugen und in indischen Sprachen schrieben, kamen diese Selbstbezeichnungen wohl besonders in späterer Zeit nur noch aus familiär-sozialer Herkunftstradition und es gibt keine Hinweise, dass Sakisch oder Griechisch in Westindien in der späten Satrapenzeit noch gesprochen wurde. Für eine zahlreichere Immigration aus dem Norden spricht auch, dass die westlichen Satrapen, wie schon vorher die nördlichen Satrapen in der oberen Ganges-Region, die ersten waren, die die graeco-buddhistische Gandhara-Kunst in der westindischen Dekkan-Region etablierten, gefolgt von den späteren Hephthaliten („Weiße Hunnen“, in indischen Quellen hunas). In Quellen benachbarter indischer Reiche wird das Westliche Satrapenreich als „Reich der śaka“ bezeichnet und seine Herrschaftszeit gilt in der westindischen Geschichtsschreibung bis heute als Śaka-Epoche/Śaka-Ära, deren Beginn hier im 1. Jahrhundert n. Chr. angesetzt wird. Schließlich wurde das Reich der westlichen Satrapen um 397 vom Herrscher des benachbarten Gupta-Reiches, Chandragupta II. erobert, womit das letzte politische Erbe der indo-skythischen (indo-sakischen) Epoche endet.

### Nachwirkungen
Die skythischen und parthischen Stämme stellen in Firdausis Schāhnāme die Helden der Iranier schlechthin dar, insbesondere der Indo-Parther Rostam sowie seine Familie in Zabulistan und Kabulistan werden in dem Werk besonders hervorgehoben.